# Lex specialis
Lex specialis eller speciallag är inom juridiken en lag som reglerar ett visst område, till exempel plan- och bygglagen och miljöbalken. Speciallagen (lex specialis) har i lagtolkningen företräde framför en lag som enbart reglerar allmänna frågor (lex generalis). Det latinska uttrycket för detta är lex specialis derogat legi generali.